# Scottish Premiership 2014-15
La temporada 2014-15 fue la 118.ª edición del Campeonato escocés de fútbol y la 2.ª edición como Scottish Premiership, la división más importante del fútbol escocés. La temporada comenzó el 9 de agosto de 2014 y se extendió hasta el 24 de mayo de 2015. 
En esta edición participaron 12 equipos, de los cuales 10 provenían de la temporada pasada. El Dundee FC volvió a la máxima categoría después de un año en la Scottish Championship, tomando el lugar del Heart of Midlothian, descendido después de no poder recuperar los 15 puntos de penalización con que comenzó la temporada anterior a causa de deudas económicas. El otro club ascendido es el Hamilton Academical promovido después de vencer al Hibernian en el play-off de ascenso la temporada pasada. Debido a los descensos del Heart of Midlothian y del Hibernian ningún club de la capital escocesa Edimburgo jugará en la máxima categoría por primera vez en 124 años de historia.
Se disputaron un total de 38 rondas, después de la fecha 33 la serie se divide en dos grupos, cada uno de seis equipos en donde cada equipo juega cinco partidos con sus rivales de grupo. El Celtic Football Club defendió exitosamente el título, sumando 92 puntos y coronándose campeón de Liga por 46.ª vez en su historia. De este modo, Celtic obtuvo un cupo para participar en la Liga de Campeones de la UEFA 2015-16.

## Equipos y estadios
| Club                    | Ciudad     | Estadio            | Aforo  |
| ----------------------- | ---------- | ------------------ | ------ |
| Aberdeen FC             | Aberdeen   | Pittodrie Stadium  | 22.220 |
| Celtic FC               | Glasgow    | Celtic Park        | 60.837 |
| Dundee United           | Dundee     | Tannadice Park     | 14.200 |
| Dundee FC (*)           | Dundee     | Dens Park          | 11.800 |
| Hamilton Academical (*) | Hamilton   | New Douglas Park   | 6.500  |
| Inverness FC            | Inverness  | Caledonian Stadium | 7.512  |
| Kilmarnock FC           | Kilmarnock | Rugby Park         | 18.220 |
| Motherwell FC           | Motherwell | Fir Park           | 13.750 |
| Partick Thistle FC      | Glasgow    | Firhill Stadium    | 10.800 |
| Ross County FC          | Dingwall   | Victoria Park      | 6.500  |
| St. Johnstone FC        | Perth      | McDiarmid Park     | 10.673 |
| Saint Mirren FC         | Paisley    | St. Mirren Park    | 8.000  |

- (*) Club ascendido esta temporada.

### Cuerpo técnico y uniforme
| Club                | Técnico         | Capitán          | Camiseta |
| ------------------- | --------------- | ---------------- | -------- |
| Aberdeen            | Derek McInnes   | Russell Anderson | Adidas   |
| Celtic              | Ronny Deila     | Scott Brown      | Nike     |
| Dundee              | Paul Hartley    | Kevin Thomson    | Puma     |
| Dundee United       | Jackie McNamara | Seán Dillon      | Nike     |
| Hamilton Academical | Alex Neil       | Martin Canning   | Nike     |
| Inverness CT        | John Hughes     | Richie Foran     | Erreà    |
| Kilmarnock          | Allan Johnston  | Manuel Pascali   | Erreà    |
| Motherwell          | Stuart McCall   | Keith Lasley     | Macron   |
| Partick Thistle     | Alan Archibald  | Sean Welsh       | Joma     |
| Ross County         | Derek Adams     | Richard Brittain | Diadora  |
| St. Johnstone       | Tommy Wright    | Dave Mackay      | Joma     |
| St. Mirren          | Tommy Craig     | Steven Thompson  | Carbrini |

### Cambios de entrenadores
| Equipo              | Entrenador saliente | Motivo de salida            | Fecha de salida        | Posición en la tabla al momento de la salida | Entrenador nuevo | Fecha de entrada                  |
| ------------------- | ------------------- | --------------------------- | ---------------------- | -------------------------------------------- | ---------------- | --------------------------------- |
| St. Mirren          | Danny Lennon        | Fin de contrato             | 12 de mayo de 2014     | Pretemporada                                 | Tommy Craig      | 13 de mayo de 2014                |
| Celtic              | Neil Lennon         | Renuncia                    | 22 de mayo de 2014     | Pretemporada                                 | Ronny Deila      | 6 de junio de 2014                |
| Ross County         | Derek Adams         | Despedido                   | 28 de agosto de 2014   | 12.º                                         | Jim McIntyre     | 9 de septiembre de 2014           |
| Motherwell          | Stuart McCall       | Renuncia                    | 2 de noviembre de 2014 | 11.º                                         | Ian Baraclough   | 13 de diciembre de 2014           |
| St. Mirren          | Tommy Craig         | Despedido                   | 9 de diciembre de 2014 | 11.º                                         | Gary Teale       | 29 de enero de 2015               |
| Hamilton Academical | Alex Neil           | Fichado por el Norwich City | 9 de enero de 2015     | 3.º                                          | Martin Canning   | 23 de enero de 2015               |
| Kilmarnock          | Allan Johnston      | Renuncia                    | 6 de febrero de 2015   | 8.º                                          | Gary Locke       | 6 de febrero de 2015 (interinato) |

## Clasificación a competencias europeas
Para la temporada 2015-16, Escocia tiene un coeficiente de 16.566, ocupando la 23ª posición en Europa, por lo tanto, se le fueron otorgados un total tres cupos a competencias europeas, los cuales son:
- Un cupo a la segunda ronda de clasificación de la Liga de Campeones de la UEFA 2015-16, que será ocupado por el campeón la presente temporada.

- Dos cupos a la primera ronda de clasificación de la Liga Europea de la UEFA 2015-16, que serán ocupados por el subcampeón y el tercero de la presente temporada.

Asimismo, a los dos equipos clasificados a la Liga Europea de la UEFA, se le suma el ganador de la Copa escocesa de esta temporada, que ingresará desde la segunda ronda de clasificación del mencionado torneo europeo. 

## Descenso y play-offs
El equipo que ocupe la última posición de la tabla de posición al cabo de las 38 fechas, descenderá automáticamente a la Primera División de Escocia (Scottish Championship), siendo este reemplazado para la temporada siguiente por el campeón de la mencionada categoría. 
Asimismo, quien ocupe la anteúltima posición, jugará los play-offs de descenso junto con tres equipos de la Primera División, cuyo ganador estará en la próxima temporada compitiendo en la Scottish Premiership.

## Tabla de posiciones
| --- | Pos. | Equipos                      | PJ | PG | PE | PP | GF | GC | DIF | PTS |
| --- | ---- | ---------------------------- | -- | -- | -- | -- | -- | -- | --- | --- |
|     | 1.   | Celtic                       | 38 | 29 | 5  | 4  | 83 | 16 | +67 | 92  |
|     | 2.   | Aberdeen                     | 38 | 23 | 6  | 9  | 57 | 33 | +24 | 75  |
|     | 3.   | Inverness Caledonian Thistle | 38 | 19 | 8  | 11 | 52 | 42 | +10 | 65  |
|     | 4.   | St. Johnstone                | 38 | 16 | 9  | 13 | 34 | 34 | 0   | 57  |
|     | 5.   | Dundee United                | 38 | 17 | 5  | 16 | 58 | 56 | +2  | 56  |
|     | 6.   | Dundee FC                    | 38 | 11 | 12 | 15 | 46 | 57 | -11 | 45  |
|     |      |                              |    |    |    |    |    |    |     |     |
|     | 7.   | Hamilton Academical          | 38 | 15 | 8  | 15 | 50 | 53 | -3  | 53  |
|     | 8.   | Partick Thistle              | 38 | 12 | 10 | 16 | 48 | 44 | +4  | 46  |
|     | 9.   | Ross County                  | 38 | 12 | 8  | 18 | 46 | 63 | -18 | 44  |
|     | 10.  | Kilmarnock                   | 38 | 11 | 8  | 19 | 44 | 59 | -15 | 41  |
|     | 11.  | Motherwell                   | 38 | 10 | 6  | 22 | 38 | 63 | -25 | 36  |
|     | 12.  | Saint Mirren                 | 38 | 9  | 3  | 26 | 30 | 66 | -36 | 30  |

|  | Campeón y clasificado a Liga de Campeones de la UEFA 2015-16.    |
|  | Clasificado a la Liga Europea de la UEFA 2015-16.                |
|  | Playoffs de descenso.                                            |
|  | Desciende a Primera División de Escocia (Scottish Championship). |

- El Inverness Caledonian Thistle fue campeón de la Copa de Escocia, por lo que pasó a ocupar la plaza de Escocia para segunda ronda de la Liga Europea de la UEFA 2015-16.

## Máximos goleadores
Tabla final de goleadores el 24 de mayo de 2015
| Posición | Jugador         | Equipo                       | Goles |
| -------- | --------------- | ---------------------------- | ----- |
| 1        | Adam Rooney     | Aberdeen                     | 18    |
| 2        | Leigh Griffiths | Celtic                       | 14    |
| 2        | Nadir Çiftçi    | Dundee United                | 14    |
| 4        | Greg Stewart    | Dundee FC                    | 13    |
| 5        | Anthony Andreu  | Hamilton Academical          | 12    |
| 5        | John Sutton     | Motherwell                   | 12    |
| 7        | Ali Crawford    | Hamilton Academical          | 11    |
| 8        | Billy McKay     | Inverness Caledonian Thistle | 10    |
| 8        | Liam Boyce      | Ross County                  | 10    |
| 8        | Kris Commons    | Celtic                       | 10    |

Fuente: BBC Sport 

## Play-offs de ascenso

### Cuartos de final
Se enfrentan los equipos que hayan finalizado en las posiciones 3º y 4º en el Scottish Championship 2014-15, siendo el tercero, quien define de local.
- Los horarios de los partidos corresponden a la hora local del Reino Unido (UTC+0)

| 9 de mayo de 2015, 17:30 | Queen of the South | 1:2 (0:1) | Rangers                 | Palmerston Park, Dumfries |                       |
|                          | Lyle 63'           | Reporte   | Smith 43' · Shields 74' | Árbitro(s): Alan Muir     | Árbitro(s): Alan Muir |

| 17 de mayo de 2014, 15:30 | Rangers     | 1:1 (0:1) | Queen of the South | Ibrox Stadium, Glasgow   |                          |
|                           | Wallace 60' | Reporte   | Lyle 35'           | Árbitro(s): Kevin Clancy | Árbitro(s): Kevin Clancy |

Rangers clasifica a las semifinales con un marcador global de 3-2.

### Semifinal
La semifinal es disputada por el subcampeón del Scottish Championship y el ganador de la llave de cuartos de final
| 20 de mayo de 2015, 19:45 | Rangers                | 2:0 (1:0) | Hibernian | Ibrox Stadium, Glasgow |  |
|                           | Clark 44' · Miller 63' | Reporte   |           |                        |  |

| 23 de mayo de 2014, 12:00 | Hibernian      | 1:0 (0:0) | Rangers | Easter Road, Edinburgo |  |
|                           | Cummings 90+4' | Reporte   |         |                        |  |

Rangers clasifica a la final con un marcador global de 2-1.

### Final
La final es disputada por el ganador de la llave de semifinales y el equipo que finalice 11.º en la actual temporada de Premiership. El ganador jugará la próxima temporada en la máxima categoría.
| 28 de mayo de 2015, 19:45 | Rangers      | 1:3 (0:2) | Motherwell                              | Ibrox Stadium, Glasgow          |                                 |
|                           | McGregor 82' | Reporte   | Erwin 27' · McManus 40' · Ainsworth 47' | Asistencia: 49,200 espectadores | Asistencia: 49,200 espectadores |

| 31 de mayo de 2014, 15:00 | Motherwell                                             | 3:0 (0:0) | Rangers | Fir Park, Motherwell           |                                |
|                           | Johnson 52' · Ainsworth 70' · John Sutton 90+3' (pen.) | Reporte   |         | Asistencia: 9,220 espectadores | Asistencia: 9,220 espectadores |

- Motherwell gana la serie con un resultado global de 6-1 y mantiene su lugar en la Premiership.

## Scottish Championship
La Scottish Championship 2014-15 fue ganada por el Hearts of Midlothian que asciende automáticamente a la máxima categoría, los clubes clasificados 2°, 3° y 4°, Hibernian, Rangers, Queen of the South respectivamente disputan con el equipo ubicado en el 11° lugar de la Premiership un cupo en la máxima categoría para la próxima temporada.
El Cowdenbeath desciende a la League One y será sustituido para la próxima temporada por el Greenock Morton campeón de dicha división.
| Pos | Equipo               | PJ | PG | PE | PP | GF | GC | GA  | Pts |
| --- | -------------------- | -- | -- | -- | -- | -- | -- | --- | --- |
| 1.  | Hearts of Midlothian | 36 | 29 | 4  | 3  | 96 | 26 | +70 | 91  |
| 2.  | Hibernian            | 36 | 21 | 7  | 8  | 70 | 32 | +38 | 70  |
| 3.  | Rangers              | 36 | 19 | 10 | 7  | 69 | 39 | +30 | 67  |
| 4.  | Queen of the South   | 36 | 17 | 9  | 10 | 58 | 41 | +17 | 60  |
| 5.  | Falkirk              | 36 | 14 | 11 | 11 | 48 | 48 | 0   | 53  |
| 6.  | Raith Rovers         | 36 | 12 | 7  | 17 | 42 | 65 | -23 | 43  |
| 7.  | Dumbarton            | 36 | 9  | 7  | 20 | 36 | 79 | -43 | 34  |
| 8.  | Livingston           | 36 | 8  | 8  | 20 | 41 | 53 | -12 | 27  |
| 9.  | Alloa Athletic       | 36 | 6  | 9  | 21 | 34 | 56 | -22 | 27  |
| 10. | Cowdenbeath          | 36 | 7  | 4  | 25 | 31 | 86 | -55 | 25  |